# Guldägget
Guldägget är en tävling inom reklambranschen, med syfte att lyfta fram Sveriges mest kreativa och bästa kommunikationslösningar. Guldägget arrangeras sedan 1961 av Sveriges Kommunikationsbyråer.

## Priser och kriterier
Guldäggen, Silveräggen och Diplomen utses av en jury som består av 40 jurymedlemmar och 1 juryordförande. 
Juryn ska ta hänsyn till följande kriterier vid bedömningen av tävlingsbidragen:
- Idéhöjd – Att med en stark och tydlig idé lyckas nå ut och beröra. Skapa intresse och initial förståelse för budskapet.
- Tydlighet – Att få fram ett budskap.
- Relevans – Att budskapet är relevant för både avsändaren och mottagaren
- Hantverk – Hantering av bild, text, form och typografi mm.
- Omdöme – Att ej bryta mot god etik.

Juryns uppgift är att bedöma och poängsätta de alster som producerats inom Sverige under föregående år, inte att bedöma en årsproduktions standard och betydelse i reklamhistorien.
Vinnarna koras på Guldäggsgalan som arrangeras varje år kring påsk, därav namnet. 
Förutom Guldägg, Silverägg och Diplom delas det även ut fyra specialpriser: Guldskrift, Titanpriset, Platinaägget och Kycklingstipendiet.

## Vinnare i urval

### Vinnare 2009
| Kategori            | Byrå                 | Uppdragsgivare             |
| ------------------- | -------------------- | -------------------------- |
| Direkt              | Goss reklambyrå      | Göteborgs Räddningsmission |
| Radio               | King                 | Åhléns                     |
| Film                | DraftFCB             | Radiotjänst                |
| Tidningsannonsering | DDB Stockholm        | Skoda Sverige              |
| Utomhus             | Ogilvy Stockholm     | Svenska FN-förbundet       |
| Integrerat          | ANR BBDO             | IFK Göteborg               |
| Interaktivt         | Farfar               | Nokia                      |
| Media               | Åkestam Holst        | Posten                     |
| PR                  | Agent Kommunikation  | A Non Smoking Generation   |
| Design              | Stockholm Design Lab | Askul                      |
| Titan               | Agency               | Kanal 5, Viking Line       |

### Vinnare 2010
| Kategori            | Byrå                     | Uppdragsgivare               |
| ------------------- | ------------------------ | ---------------------------- |
| Direkt              | Goss reklambyrå          | Sportspec                    |
| Radio               | DDB Stockholm            | Försvarsmakten               |
| Film                | Storåkers McCann         | Riksgälden                   |
| Tidningsannonsering | Storåkers McCann         | Telia Sonera                 |
| Utomhus             | DDB Stockholm            | Svenska McDonald's           |
| Integrerat          | Storåkers McCann         | Riksgälden                   |
| Interaktivt         | From Stockholm With Love | Samsung                      |
| Media               | Åkestam Holst            | Stockholm Pride              |
| PR                  | Forsman & Bodenfors      | Sveriges Television          |
| Design              | Stockholm Design Lab     | La Biennale di Venezia       |
| Titan               | Doberman                 | Sveriges Television          |
| Produktion          | North Kingdom DDB        | Stockholm för Försvarsmakten |
| Event               | DDB Stockholm            | Volkswagen Sverige           |

### Vinnare 2011
2011 delades det ut 12 Guldägg, 33 Silverägg, 69 Diplom och 1 Titanägg.
| Kategori            | Byrå                           | Uppdragsgivare                 | Bidragsnamn                              |
| ------------------- | ------------------------------ | ------------------------------ | ---------------------------------------- |
| Direkt              | Forsman & Bodenfors            | AMF Pension                    | Meddelande till framtiden                |
| Radio               | DDB Stockholm                  | Ronald McDonald Barnfond       | Lägg inte på                             |
| Film                | Honesty                        | Halebop                        | Halebop TV                               |
| Tidningsannonsering | The Fan Club                   | Sydsvenskan                    | Kom närmare                              |
| Utomhus             | Garbergs                       | Stockholms Stadsmission        | Hjälp oss att hålla tittarsiffrorna nere |
| Integrerat          | Prime PR                       | Electrolux                     | Vac from the Sea                         |
| Interaktivt         | Jung von Matt                  | BMW/MINI                       | MINI Getaway Stockholm 2010              |
| Media               | Åkestam Holst                  | Pressbyrån                     | Mellanmålsbyrån                          |
| PR                  | Berghs School of Communication | Berghs School of Communication | Don't tell Ashton                        |
| Design              | King                           | ICA Sverige                    | ICA Gott Liv                             |
| Event               | Jung von Matt                  | BMW/MINI                       | MINI Getaway Stockholm 2010              |
| Produktion          | Kokokaka                       | Wrangler VF                    | Wrangler Blue Bell 2010                  |
| Titan               | Berghs School of Communication | Berghs School of Communication | Don't tell Ashton                        |

### Vinnare 2012
2012 delades det ut 13 Guldägg, 28 Silverägg, 60 Diplom och 1 Titanägg.
| Kategori            | Byrå                              | Uppdragsgivare                   | Bidragsnamn              |
| ------------------- | --------------------------------- | -------------------------------- | ------------------------ |
| Direkt              | Forsman & Bodenfors               | Comviq                           | Single single Release    |
| Radio               | Garbergs                          | Stockholms Stadsmission          | Julminnen                |
| Film                | Forsman & Bodenfors               | Mage                             | Apoteket                 |
| Tidningsannonsering | Forsman & Bodenfors               | Volvo                            | 155 mil på en tank       |
| Utomhus             | Forsman & Bodenfors               | Tele2                            | Bara gratis är billigare |
| Integrerat          | Garbergs                          | NK                               | Blivande Klassiker       |
| Digitalt            | Forsman & Bodenfors               | Berättarministeriet              | Barnen tar ordet         |
| Alternativa Media   | Forsman & Bodenfors               | Berättarministeriet              | Barnen tar ordet         |
| PR                  | Volontaire                        | Svenska institutet / VisitSweden | Curators of Sweden       |
| Design              | JoAnn Tan Studio                  | Nordiska Kompaniet               | Nordiska Kompaniet 2011  |
| Event               | Saatchi & Saatchi                 | Procter & Gamble Nordic          | Ariel Fashion Shoot      |
| Produktion          | North Kingdom                     | Google Creative Lab              | Rome                     |
| Mobilt              | Forsman & Bodenfors               | Västtrafik                       | Spårvagnssightseeing     |
| Titan               | King, FUB, Glada Hudik/Mats Melin | ICA                              | ICA Jerry                |

### Vinnare 2013
2013 delades det ut 13 Guldägg, 39 Silverägg, och 1 Titanägg.
| Kategori            | Byrå                 | Uppdragsgivare               | Bidragsnamn                             |
| ------------------- | -------------------- | ---------------------------- | --------------------------------------- |
| Direkt              | DDB Stockholm        | Bonniers Konsthall           | The Track-List Guest-List               |
| Radio               | Hummingbirds         | A Non Smoking Generation     | 30 sekunder                             |
| Film                | TBWA Stockholm       | Svensk Adressändring         | Paris                                   |
| Tidningsannonsering | Forsman & Bodenfors  | Apoteket                     | Sportskador                             |
| Utomhus             | King                 | Triss                        | Miljonär direkt på skrapet              |
| Integrerat          | McCann Stockholm     | Max Hamburgare               | Moms Filibabba                          |
| Digitalt            | Prime                | Civil Rights Defenders       | Civil Rights Captcha                    |
| Alternativa Media   | Forsman & Bodenfors  | Pause Ljud & Bild            | CataCombo Sound System                  |
| PR                  | The Fan Club         | Malmö Järnhandel             | ToolPool                                |
| Hantverk            | Forsman & Bodenfors  | Faktum                       | Faktum Hotels                           |
| Design              | Family Business      | The Absolut Company          | Absolut Unique                          |
| Event               | Perfect Fools        | Kansainvädlinen Designsäätiö | Kauko ”Remotely Controlled Design Café” |
| Mobilt              | Forsman & Bodenfors  | Systembolaget                | Promillekoll                            |
| Guldskrift          | Linda Elers, King    | Triss                        | Miljonär direkt på skrapet              |
| Titan               | Rättviseförmedlingen |                              |                                         |

### Vinnare 2014
2014 delades det ut 13 Guldägg. 
| Kategori            | Byrå                             | Uppdragsgivare          | Bidragsnamn                          |
| ------------------- | -------------------------------- | ----------------------- | ------------------------------------ |
| Direkt              | Crispin Porter & Bogusky Europe  | Sony Mobile             | The Great Phone Swap                 |
| Radio               | Sverige AB                       | Stockholms Stadsmission | Håkan och Lenas podcast              |
| Film                | Forsman & Bodenfors              | Volvo Lastvagnar AB     | The Epic Split                       |
| Tidningsannonsering | King                             | Ica Sverige AB          | Stig Jobs                            |
| Utomhus             | Forsman & Bodenfors              | Comviq                  | Emoji                                |
| Integrerat          | Forsman & Bodenfors              | Volvo Lastvagnar AB     | Live Test Series Integrated Campaign |
| Digitalt            | House of Radon                   | Universal Music         | Avicii x You                         |
| Alternativa Media   | RBK                              | Civil Rights Defenders  | Natalia Project                      |
| PR                  | RBK                              | Civil Rights Defenders  | Natalia Project                      |
| Hantverk            | Forsman & Bodenfors              | Volvo Lastvagnar AB     | The Epic Split                       |
| Design              | Stockholm Design Lab             | Nordiska museet         | Ränder                               |
| Event               | Deportivo                        | Unicef och Gothia Cup   | Sweat for Water                      |
| Mobilt              | OTW Communication                | TV4                     | Hockey-VM 2013                       |
| Titanpriset         | Forsman & Bodenfors              | Volvo Lastvagnar        | The Epic Split                       |
| Guldskrift          | Johannes Ivarsson, TBWA          | Synsam                  | Svenska Astigmatiker                 |
| Platinaägget        | Silla Levin, Forsman & Bodenfors |                         |                                      |

Kycklingstipendiet
- Desiré Engström
- Olof Lindh
- Petter Hanberger

### Vinnare 2015
2015 delades det ut 14 Guldägg.
| Kategori            | Byrå                                    | Uppdragsgivare                   | Bidragsnamn                                        |
| ------------------- | --------------------------------------- | -------------------------------- | -------------------------------------------------- |
| Direkt              | DDB Stockholm                           |                                  | The Rag Bag                                        |
| Radio               | Volt                                    | Hemglass                         | Bjud de små på en stor upplevelse                  |
| Film                | TBWA                                    | Synsam                           | Bli ditt andra jag                                 |
| Tidningsannonsering | Åkestam Holst                           | Pressbyrån                       | Nyårslöftet                                        |
| Utomhus             | Åkestam Holst                           | Apotek Hjärtat                   | Blowing in The Wind                                |
| Integrerat          | Forsman & Bodenfors                     | IF Skadeförsäkring               | Watch Your Back                                    |
| Digitalt            | King                                    | Taxi Stockholm                   | Taxi Trails                                        |
| Alternativa Media   | Forsman & Bodenfors                     | IF Skadeförsäkring               | Watch Your Back                                    |
| PR                  | JC Inhouse/ Etoall AB                   | JC Jeans Company                 | Erika Linder for Crocker Jeans by JC Jeans Company |
| Hantverk            | Ahlstrand & Wållgren                    | Philips TV - TP Vision Amsterdam | Philips Ambilight TV - AFTERGLOW                   |
| Design              | Forsman & Bodenfors                     | Oatly                            | Oatly, Visuell identitet                           |
| Event               | Shout                                   | Liseberg                         | Den roliga kön                                     |
| Mobilt              | Crispin Porter + Bogusky Scandinavia AB | Sveriges Radio                   | Debattle                                           |
| Onlinefilm          | ANR BBDO                                | Umeå Energi/ ume.net             | Living with Lag                                    |
| Titanpriset         | Honesty                                 | Halebop                          | Telefonkungarna                                    |
| Guldskrift          | Olle Langseth, DDB Stockholm            | McDonald's                       | McMedeltiden                                       |
| Platinaägget        | Björn Kusoffsky, Stockholm Design Lab   |                                  |                                                    |

Kycklingstipendiet
- Eva Wallmark, Rickard Beskow, Michal Sitkiewicz
- Frida Siversen Ljung
- Laerke Herthoni

### Vinnare 2020
2020 delades det ut 13 Guldägg.
| Kategori           | Byrå                                | Uppdragsgivare          | Bidragsnamn                         |
| ------------------ | ----------------------------------- | ----------------------- | ----------------------------------- |
| Aktivering         | INGO Sthlm                          | Burger King             | 50/50                               |
| Annonsering        | Åkestam Holst                       | Pressbyrån              | Om världen inte får se.             |
| Audio              | Åkestam Holst                       | Pressbyrån              | Viktigt meddelande till allmänheten |
| Digitalt           | Familjen                            | Rekryteringsmyndigheten | Mönstringslinsen                    |
| Förpackningsdesign | Open Studio                         | SAS & Tjoget            | Tjoget Above the Clouds             |
| Hantverk           | M&C Saatchi                         | Com Hem                 | Above and beyond                    |
| Identitetsdesign   | Open Studio                         | Positano                | Positano (Yes)                      |
| Innovation         | Forsman & Bodenfors                 | Volvo Cars              | The E.V.A. Initiative               |
| Integrerat         | Åkestam Holst                       | Apotek Hjärtat          | A Hard Pill To Swallow              |
| Kortare filmer     | Oatly Department of Mind Control    | Oatly                   | Var smak har sin tid                |
| Längre filmer      | King                                | Cancerfonden            | När livet vänder                    |
| PR                 | Åkestam Holst                       | Apotek Hjärtat          | A Hard Pill To Swallow              |
| Utomhus            | NORD DDB                            | McDonald's              | Billboard Hotels                    |
| Titanpriset        | Robyn                               |                         |                                     |
| Guldskrift         | Petter Nylind, Åkestam Holst        | Apotek Hjärtat          |                                     |
| Guldblick          | Gustav Egerstedt & Alexander Rehnby | Elmsta Horror Fest      |                                     |
| Platinaägget       | Johan Renck                         |                         |                                     |

Kycklingstipendiet
- Martin Noreby och Simon Lublin
- Anna Salonen
- Richard Ntege